# 행복의 파리에서
행복의 파리에서(The April Fools)는 미국에서 제작된 스튜어트 로젠버그 감독의 1969년 코미디, 멜로/로맨스 영화이다. 잭 레먼 등이 주연으로 출연하였고 고든 캐롤 등이 제작에 참여하였다.
알려진 다른 제목은 애로(愛路), 만우절의 사랑(방영명)이다.

## 출연

### 주연
- 잭 레먼
- 까뜨린느 드뇌브

### 조연
- 피터 로포드
- 잭 웨스톤
- 마이어나 로이
- 샤를르 보와이에
- 케네스 마스
- 멜린다 딜론
- 하비 콜먼
- 샐리 켈러먼
- 게리 더빈
- 제니스 캐롤
- 데이비드 도일
- 낸시 하워드
- 톰 어헤른

## 제작진
- 의상: 돈펠드
- 배역: 린 스터마스터